# Niula
Niula és un llogaret del municipi de Ger.
El llogaret de Niula, avui totalment remodelat amb cases de segona residència, és situat al NE de Ger, a l'esquerra del torrent de les Valls. Té una població de 2 habitants.

## Geografia
Niula està situat a una altitud de 1444 metres sobre el nivell del mar i el seu terreny té una inclinació de 20,89%.
A llevant de Niula, comunicat amb aquest lloc per un antic camí, hi ha el despoblat d'Altejó o del Tejó, el nord de Saga i al límit amb el municipi de Bolvir. En aquesta zona, el Servei de Repoblació Forestal (ICONA) va plantar-hi pins fa anys en llaurar el terreny per tal d'acondicionar-lo, i va malmetre el jaciment. Del despoblat es conserven algunes restes de murs (màxim de mig metre d'alçada) i encara es pot apreciar la planta d'algunes habitacions rectangulars. Tot l'indret està ple de restes de l'enderrocament dels murs. Sembla que durant el segle xix encara existia en aquest lloc un mas, el Mas Tejó, que va ser l'últim vestigi de l'antic poble en abandonar-se. A ponent de Niula i a tocar amb el torrent de les Valls, es troba, el Mas del Coforn.

## Fets
El dia 11 d'agost del 2012, en aquest indret s'inicia un important incendi forestal, que va calcinar unes 289 h.